# Oxira depicta
Oxira depicta là một loài bướm đêm trong họ Noctuidae.